# Stipe Pletikosa
Stipe Pletikosa (croata: ˈstiːpɛ ˈplɛtikɔsa (Split, 8 de janeiro de 1979), é um ex-futebolista croata que atuava como goleiro.

## Clubes
Iniciou a carreira no Hajduk Split de sua cidade natal em 1996. Atuou pelo Shakhtar Donetsk, Spartak Moscou, Tottenham Hotspur, FC Rostov e encerrou sua carreira no  Deportivo La Coruña em maio de 2016.

## Seleção nacional
Pletikosa fez sua estreia com a Croácia aos 20 anos de idade, contra a Dinamarca em 1999.
Jogou em todos os três jogos na Copa do Mundo FIFA de 2002. A titularidade foi tomada por  Tomislav Butina na Copa do Mundo FIFA de 2006. Na UEFA Euro 2008, foi o homem do jogo da Croácia na abertura. 
Apos a Copa do Mundo FIFA de 2014 aposentou-se da Seleção.

## Títulos

### Clubes
Hajduk Split
- Prva HNL: 2000–01
- Croatian Cup: 1999–00, 2002–03

Shakhtar Donetsk
- Ukrainian Premier League: 2004–05
- Ukrainian Super Cup: 2005

Rostov
- Copa da Rússia: 2013–14